# Stefan Molyneux
Stefan Basil Molyneux, född 24 september 1966 i Athlone, Westmeath, är en kanadensisk högerextremist, vit makt-förespråkare, poddradiopratare och före detta YouTube-personlighet. Han är främst känd för att förespråka rasbiologi och vit makt.
Molyneux är en ledande figur inom alt-right-rörelsen och en högerextrem aktivist.
Freedomain Radios internetforum, vilket Molyneux driver, har beskrivits som en sekt. Molyneux har anklagats för att vara en sektledare och för att använda indoktrineringstekniker på sina medlemmar. 
I juni 2020 blev Molyneux permanent avstängd från YouTube för att ha spridit hatpropaganda. I juli samma år blev han också permanent avstängd från Twitter efter att han använt sig av falska konton.

## Anklagelser om sektbeteende
Ett flertal engelska tidningar publicerade sent 2008 artiklar där Barbara Weed, engelsk lokalpolitiker och förälder till en forummedlem, anklagade Freedomain Radio för att vara en terapisekt. Artiklarna behandlade Molyneuxs påstådda roll i att uppmuntra medlemmar av Freedomain Radio att bryta kontakten med sina familjer.